# Nyugati teve
A nyugati teve (Camelops hesternus) a tevefélék családjának egy fosszilis faja, amely Észak-Amerikában élt a pleisztocén során. Az utolsó jégkorszak végével tűnt el, mintegy 10 000 évvel ezelőtt.

## Felfedezésük, besorolásuk
A fajt Joseph Leidy írta le 1873-ban. A nyugati tevék külön alcsaládba tartoztak az „igazi” tevék és a dél-amerikai tevefélék (láma, vikunya, guanakó és alpaka) mellett. A nyugati teve tudományos neve annyit jelent, mint a „tegnap tevéje”.
A Camelops tevenem típusfaja.

## Testfelépítésük
A nyugati tevék nagyméretű emlősök voltak: a marmagasságuk elérte a 2,2 métert, a tömegük pedig 800 kg körül lehetett, tehát a mai baktriai („kétpúpú”) tevénél egy kicsivel nagyobbak voltak. Azt azonban nem tudni, hogy volt-e púpjuk, és ha igen akkor hány darab. A lábuk viszont ötödével volt hosszabb, mint a mai tevéké és a fejük szintén.

## Életmódjuk
A nyugati tevék Észak-Amerika nyugati részein éltek: maradványaikat megtalálták Alaszkától Mexikóig. Feltehetően Észak-Amerika nyílt térségein, a mai rokonaikhoz hasonlóan kisebb-nagyobb családokban vándorolva különféle növényekkel táplálkoztak: feltételezik, hogy a mai tevefélékhez hasonlóan nem voltak válogatósak, bár a koponyájuk alakjából arra következtetnek, hogy inkább leveleket, hajtásokat, gyümölcsöket és bogyókat ehetett, mint füvet.

## Források

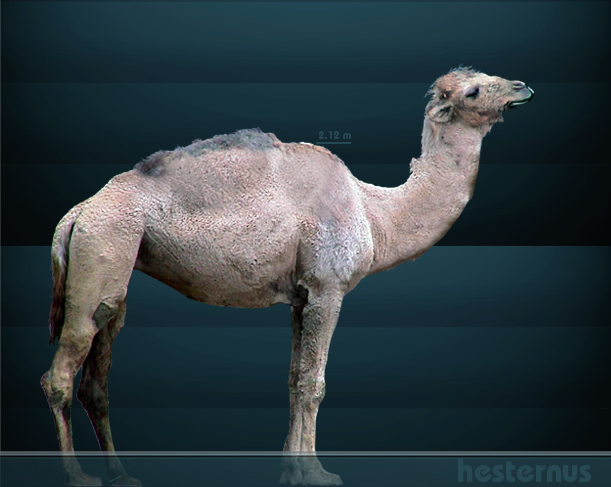
Rekonstrukció

## Evolúciójuk
A tevefélék első képviselői az eocén során (mintegy 40-50 millió évvel ezelőtt) jelentek meg Észak-Amerikában, amelyek nyúlméretű, négy ujjal rendelkező növényevők voltak (Protylopus). Az oligocén során (24-37 millió évvel ezelőtt) már a birka-méretű Poebrotherium képviselői legelésztek az akkori prériken. A tevék mérete a miocén során kezdett el növekedni és ekkor alakult ki náluk a jellegzetesen hosszú nyak és láb.
A tevefélék a pliocén során (kb. 5 millió évvel ezelőtt) a Bering-földhídon keresztül Eurázsiába vándoroltak, ahol kialakult belőlük a Közép-Ázsiában élő baktriai teve (Camelus bactrianus) és az Észak-Afrikától Indiáig előforduló egypúpú teve (Camelus dromedarius). A Panama-földszoroson keresztül eljutottak Dél-Amerikába, ahol kifejlődött belőlük a láma (Lama glama), vikunya (Vicugna vicugna), guanakó (Lama guanicoe), és az alpaka (Lama pacos). A nyugati tevék mintegy 600 000 évvel ezelőtt jelentek meg.

## Kihalásuk
A nyugati tevék az utolsó jégkorszak végével haltak ki, mintegy 10 000 évvel ezelőtt. A mai amerikai indiánok őseinek megérkezését még bizonyosan megérték. Ezért erős a gyanú, hogy az első indiánok túlzott vadászatának eshettek áldozatul. Ezt alátámasztja, hogy maradványaikat legkevesebb 18 egykori paleo-indián táborhelyen találták meg. Mások szerint kihalásukat a pleisztocént követő gyors felmelegedés okozhatta. (Erről bővebben: pleisztocén megafauna.) Legközelebbi rokona a Dél-Amerikában élő láma.